# La fira de la vanitat

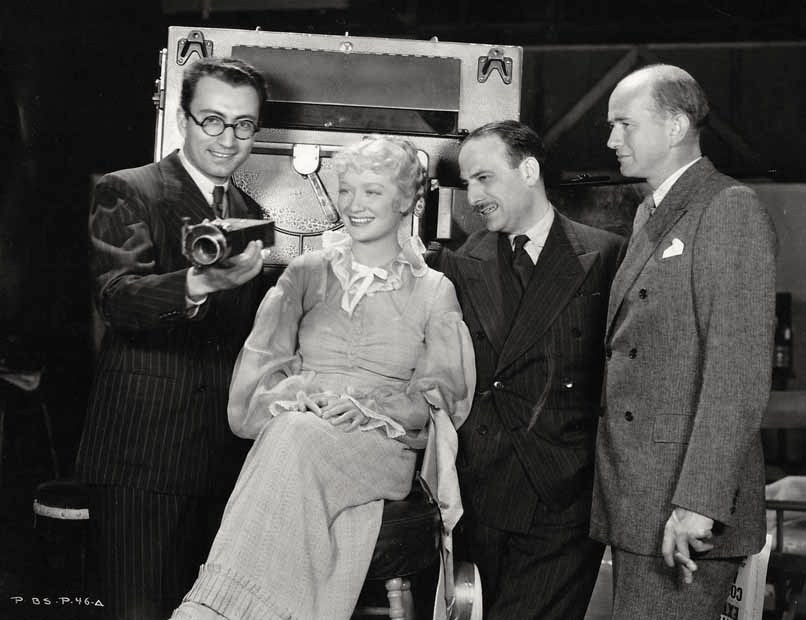
Rouben Mamoulian (director), Miriam Hopkins (actriu principal), Michael Balcon (visitant) i Kenneth Macgowan (productor) on el set de rodatge de la pel·lícula

La fira de la vanitat (títol original: Becky Sharp) és una pel·lícula històrica de la Pioneer Picture i la RKO dirigida per Rouben Mamoulian i protagonitzada per Miriam Hopkins, que va ser nominada a l'Oscar a la millor actriu en l'edició de 1935. i Frances Dee. Està doblada al català.
Basada en la peça teatral homònima del 1899 de Langdon Elwyn Mitchell realitzada a partir de “La Foguera de les vanitats” de Thackeray i adaptada al cinema per Francis Edward Faragoh, es va estrenar el 13 de juny del 1935. La pel·lícula va ser considerada una fita en el cinema com el primer llargmetratge que es va filmar íntegrament en Technicolor de tres tires. El 2019, el National Film Registry de la Biblioteca del Congrés dels Estats Units la va seleccionar per a la seva preservació degut al seu interès cultural, històric o estètic. Va rebre el premi a la millor pel·lícula en color al Festival Internacional de Cinema de Venècia el 1935.

## Argument
A principis del segle xix, l'ambiciosa i escaladora social Becky Sharp abandona l'esnob internat anglès on ha estat on ha estudiat gràcies a la beneficència per viure amb la seva rica amiga, Amelia Sedley. Encara que Joseph, el germà d'Amelia està enamorat d’ella, mai li proposa el matrimoni ja que segons diuen a Becky, el pare, conscient de la diferència d’estatus socials, desaprovaria el matrimoni. Ferida pel seu orgull, Becky abandona els Sedley i troba feina com a institutriu a casa de Sir Pitt Crawley. Allà es guanya el cor i s'acaba casant amb Rawdon, el fill faldiller de Crawley, que és oficial de l'exèrcit britànic. No satisfeta amb la seva nova posició, Becky llueix els seus entre els admiradors aristòcrates fins que aconsegueix ser acceptada en el seu exclusiu cercle.
La vida de Becky canvia en esclatar la guerra contra Napoleó mentre estan en un fastuós ball a prop de Waterloo. Quan Rawdon és enviat a la guerra, Becky, aterrada li promet amor etern i més tard es dedica a ajudar-lo a aconseguir diners per pagar un gran deute de joc. Arriba a sacrificar el seu propi honor, acceptant que el Lord Styne passi una nit amb ella a canvi dels diners. Rawdon sospita de la seva esposa i la sorprèn amb Lord Styne per lo que la rebutja tant a ella com els diners. Sola i sense arruïda, la Becky es veu obligada a cantar pels cabarets i a viure en una pensió barata fins que el seu cunyat, assabentat de la seva situació, li dona prou diners perquè pugui pagar els seus deutes i marxar a l'Índia amb Joseph, que encara l'estima.

## Repartiment
- Miriam Hopkins (Becky Sharp)
- Frances Dee (Amelia Sedley)
- Cedric Hardwicke (marquès de Steyne)
- Billie Burke (Lady Bareacres)
- Alison Skipworth (Miss Crawley)
- Nigel Bruce (Joseph Sedley)
- Alan Mowbray (Rawdon Crawley)
- G. P. Huntley Jr. (George Osborne)
- William Stack (Pitt Crawley)
- George Hassell (Sir Pitt Crawley)
- William Faversham (duc of Wellington)
- Charles Richman (general Tufto)
- Doris Lloyd (duquessa de Richmond)
- Colin Tapley (William Dobbin)
- Leonard Mudie (Tarquin)
- May Beatty (Miss Briggs)
- Charles Coleman (Bowles)
- Bunny Beatty (Lady Blanche)
- Finis Barton (Miss Flowery)
- Olaf Hytten el Príncep Regent
- Pauline Garon (Fifine)
- James 'Hambone' Robinson (patge de Sedley)
- Elspeth Dudgeon (Miss Pinkerton)
- Tempe Pigott (dona de neteja)
- Ottola Nesmith (Lady Jane Crawley)
- Viola Moore (Laura, companya d’escola)
- Margaret Dee (noia jove)
- Creighton Hale (oficial britànic)
- Gaston Glass (oficial britànic)
- C. Montague Shaw (noble britànic)
- Pat Nixon (al ball)